# Charles Borland junior
Charles Borland junior (* 29. Juni 1786 in Minisink, New York; † 23. Februar 1852 in Ward’s Bridge, New York) war ein US-amerikanischer Jurist und Politiker. Zwischen 1821 und 1823 vertrat er den Bundesstaat New York im US-Repräsentantenhaus.

## Werdegang
Charles Borland junior wurde ungefähr drei Jahre nach dem Ende des Unabhängigkeitskrieges im Orange County geboren. Er schloss seine Vorstudien ab und graduierte dann 1811 am Union College in Schenectady. Danach studierte er Jura. Nach dem Erhalt seiner Zulassung als Anwalt begann er zu praktizieren. Borland war zehn Jahre lang Präsident im Board of Trustees in Montgomery. Er saß in den Jahren 1820 und 1821 in der New York State Assembly.
Als Gegner einer zu starken Zentralregierung schloss er sich in jener Zeit der von Thomas Jefferson gegründeten Demokratisch-Republikanischen Partei an. Er wurde am 8. November 1821 im sechsten Wahlbezirk von New York in das US-Repräsentantenhaus  in Washington, D.C. gewählt, um dort die Vakanz zu füllen, die durch den Tod von Selah Tuthill entstanden war. Er schied nach dem 3. März 1823 aus dem Kongress aus.
Zwischen 1835 und 1841 war er als Bezirksstaatsanwalt im Orange County tätig. Während dieser Zeit gehörte er 1836 wieder der New York State Assembly an. Er verstarb am 23. Februar 1852 in Ward’s Bridge und wurde dann auf dem Riverside Cemetery in Montgomery beigesetzt.